# Brusartsi
Brusartsi (en búlgaro: Брусарци) es una ciudad de Bulgaria en la provincia de Montana.

## Geografía
Se encuentra a una altitud de 103 m s. n. m. a 146 km de la capital nacional, Sofía.

## Demografía
Según estimación 2012 contaba con una población de 1 136 habitantes.
|         | 2004  | 2005  | 2006  | 2007  | 2008  | 2009  | 2010  | 2011  |
| Mujeres | 746   | 727   | 722   | 703   | 685   | 668   | 650   | 595   |
| Varones | 713   | 683   | 676   | 659   | 639   | 634   | 614   | 576   |
| Total   | 1 459 | 1 410 | 1 398 | 1 362 | 1 324 | 1 302 | 1 264 | 1 171 |